# Хувентуд де Лас Пиедрас
Клуб Атлетико Хувентуд де Лас Пиедрас (на испански: Club Atlético Juventud de Las Piedras) е уругвайски футболен отбор от Лас Пиедрас. Основан е на 24 декември 1935 г. под името Клуб Атлетико Илду, а сегашното си име носи от 13 декември 1947 г. През 2006 г. отборът на Хувентуд до 21 г. печели най-престижния турнир за младежи – Торнео ди Виареджо във Виареджо, Италия. Така Хувентуд става едва четвъртият неиталиански отбор, спечелвал трофея в 60-годишната история на турнира, след Партизан (Белград), Спарта (Прага) и Дукла (Прага) (6 пъти).

## Успехи
- 1х шампион на втора дивизия: 1999
- 1х шампион на Клаусура на втора дивизия: 2007
- 1х шампион на Лига Метрополитана: 1995
- 1x Торнео ди Виареджо (до 21 г.): 2006
- 1x Копа Чивас (до 21 г.): 2007